# T联赛
野島T聯賽（日语： / 英語：）是日本的職業乒乓球聯賽。由電子產品零售商野島作為冠名贊助商。

## 參賽隊伍
男子
| 隊伍名稱     | 所屬實體                       | 聯賽級別  | 主場所在地 | 加盟年份 |
| ------------ | ------------------------------ | --------- | ---------- | -------- |
| T.T彩玉      | T.T彩玉株式會社                | T超級聯賽 | 埼玉縣     | 2018年   |
| 東京木下大師 | 木下乒乓球俱樂部               | T超級聯賽 | 東京都     | 2018年   |
| 岡山鉚釘     | 岡山鉚釘株式會社               | T超級聯賽 | 岡山縣     | 2018年   |
| 琉球未來太陽 | 琉球未來太陽體育俱樂部株式會社 | T超級聯賽 | 琉球縣     | 2018年   |
| 靜岡玉石     | 静岡オクシズUU株式會社         | T超級聯賽 | 静岡縣     | 2023年   |
| 金澤港口     | 金澤港株式會社                 | T超級聯賽 | 金澤市     | 2023年   |

女子
| 隊伍名稱             | 所屬實體                 | 聯賽級別  | 主場所在地 | 加盟年份 |
| -------------------- | ------------------------ | --------- | ---------- | -------- |
| 神奈川木下阿比爾     | 木下乒乓球俱樂部         | T超級聯賽 | 神奈川縣   | 2018年   |
| 名古屋頂級女子乒乓球 | 頂級株式會社             | T超級聯賽 | 名古屋市   | 2018年   |
| 日本生命紅精靈       | 日本生命保險相互會社     | T超級聯賽 | 大阪府     | 2018年   |
| 日本漆槌             | 日本塗料控股株式會社     | T超級聯賽 | 大阪府     | 2018年   |
| 九州未來太陽         | 九州未來太陽株式會社     | T超級聯賽 | 福岡縣     | 2021年   |
| 京都輝夜             | 京都乒乓球俱樂部株式會社 | T超級聯賽 | 京都府     | 2022年   |

1. 木下俱樂部旗下分別擁有男子組和女子組，男子組位於東京都，而女子組則位於神奈川縣。
2. 岡山鉚釘的主要贊助商是福岡縣本地的學生制服大廠——“明石校服公司”；而T.T彩玉的主要贊助商則是當地的二手車巨頭企業——；名古屋頂級女子乒乓球的主要贊助商是設計OA設備銷售及安防系統設計、施工與維護的企業——，該公司的總部位於名古屋市。
3. 日本生命紅精靈同時也是日本桌球聯賽的參賽隊伍，但是它們於2018年暫停了日本桌球聯賽的參賽而轉戰T聯賽。[3]

## 歷屆冠軍
| 賽季      | 男子         | 女子             |
| --------- | ------------ | ---------------- |
| 2018-2019 | 東京木下大師 | 日本生命紅精靈   |
| 2019-2020 | 東京木下大師 | 日本生命紅精靈   |
| 2020-2021 | 琉球未來太陽 | 日本生命紅精靈   |
| 2021-2022 | 東京木下大師 | 日本生命紅精靈   |
| 2022-2023 | 琉球未來太陽 | 神奈川木下阿比爾 |
| 2023-2024 | 東京木下大師 | 日本生命紅精靈   |
| 2024-2025 | T.T彩玉      | 神奈川木下阿比爾 |

## 賽事轉播

### 2018－19賽季
開幕賽由東京電視網及BS東視進行了直播。
賽季所有賽事均可在dTV、HikaruTV頻道＋和sky A上收看；同時T聯賽官網也提供在線觀看。
而從2018年11月開始，BS東視在黃金時段對包括決賽在內的16場比賽進行了轉播。

### 2019－20賽季
本賽季除了依舊可以在BS東視、dTV、HikaruTV及sky A上進行賽事直播或錄播觀看外，日本國內還新增了亞馬遜Prime渠道。
同時，本賽季賽事還通過中國流媒體服務商直播TV向中國大陸地區觀眾轉播。

### 2020－21賽季
BS東視對開幕戰進行了轉播。

## 關聯項目
| - 日本乒乓球协会 - 全日本乒乓球锦标赛 - 日本乒乓球聯賽 - 全日本企業隊乒乓球錦標賽 - 日本職業足球聯盟 | - 中國乒乓球超級聯賽 - 德國乒乓球甲級聯賽 - J聯賽 - B聯賽 - V聯賽 |

## 外部連接
- 官方网站（日語）
- T聯賽的X（前Twitter）
- T聯賽的Instagram帳戶
- T聯賽的Facebook專頁
- T聯賽的TikTok